# Godło Nowej Kaledonii

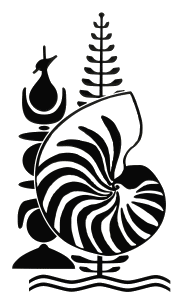
Godło Nowej Kaledonii

Godło Nowej Kaledonii składa się z muszli łodzika na pierwszym planie oraz czarnej ozdobnej iglicy, tzw. flèche faitière w tle. Jest to rodzaj iglicy, którą przyozdabia się dachy domów Kanaków. Za muszlą znajduje się endemiczna Araucaria columnaris.
Czarna ozdobna iglica to figura z ustanowionej w 1984 roku flagi Kanaków, dążących do niepodległości.